# Andrej Mosejcuk
Andrej Mosejcuk (ur. w 1983 roku w Odessie) – ukraiński tancerz. Wicemistrz Pucharu Świata w tańcach latynoamerykańskich i tańcach standardowych, zdobywca Pucharu Europy i mistrz Polski w tańcu towarzyskim.

## Kariera
W wieku pięciu lat rozpoczął treningi taneczne. W 1994 wyemigrował z rodzicami do Niemiec. Jest mistrzem Ukrainy w tańcu towarzyskim, czterokrotnym mistrzem Niemiec i trzykrotnym mistrzem Belgii. Zdobył wicemistrzostwo w Pucharze Świata oraz I miejsce w Pucharze Europy. Od 2003 tańczył w parze z Susanne Miscenko, reprezentowali Niemcy. W 2004 zdobyli wicemistrzostwo Europy. Od listopada 2006 do stycznia 2009 tańczył w parze z Izabelą Janachowską, z którą zdobył tytuł mistrza Polski w 2008 i 2009. Od 12 stycznia 2009 tańczy z Kamilą Kajak-Mosejcuk, z którą w 2009 zajął trzecie miejsce na Blackpool Dance Festival w kategorii Professional Rising Star Latin i zwyciężył w Otwartych Mistrzostwach Niemiec, a w 2011 zdobył tytuł mistrza Polski Zawodowców.
W 2009, partnerując prezenterce pogody Dorocie Gardias, zwyciężył w finale dziewiątej edycji programu rozrywkowego TVN Taniec z gwiazdami. Wiosną 2014 występował z Karoliną Szostak w pierwszej edycji programu Polsatu Dancing with the Stars. Taniec z gwiazdami.

## Życie prywatne
17 lipca 2011 poślubił tancerkę Kamilą Kajak, z którą ma córkę Orianę (ur. 2015).